# IHL 1985/86
Die Saison 1985/86 war die 41. reguläre Saison der International Hockey League. Während der regulären Saison bestritten die zehn Teams jeweils 82 Spiele. In den Play-offs setzten sich die Muskegon Lumberjacks durch und gewannen den ersten Turner Cup in ihrer Vereinsgeschichte.

## Teamänderungen
Folgende Änderungen wurden vor Beginn der Saison vorgenommen:
- Die Flint Generals wurden nach Saginaw, Michigan, umgesiedelt und änderten ihren Namen in Saginaw Generals.
- Die Flint Spirits wurden als Expansionsteam in die Liga aufgenommen.

## Reguläre Saison

### Abschlusstabelle
Abkürzungen: GP = Spiele, W = Siege, L = Niederlagen, T = Unentschieden, OTL = Niederlage nach Overtime, GF = Erzielte Tore, GA = Gegentore, Pts = Punkte
| East Division        | GP | W  | L  | T | OTL | GF  | GA  | Pts |
| -------------------- | -- | -- | -- | - | --- | --- | --- | --- |
| Muskegon Lumberjacks | 82 | 50 | 27 | 0 | 5   | 376 | 290 | 105 |
| Kalamazoo Wings      | 82 | 47 | 29 | 0 | 6   | 341 | 310 | 100 |
| Saginaw Generals     | 82 | 41 | 33 | 0 | 8   | 318 | 285 | 90  |
| Toledo Goaldiggers   | 82 | 24 | 48 | 0 | 10  | 293 | 421 | 58  |
| Flint Spirits        | 82 | 16 | 60 | 0 | 6   | 270 | 495 | 38  |

| West Division           | GP | W  | L  | T | OTL | GF  | GA  | Pts |
| ----------------------- | -- | -- | -- | - | --- | --- | --- | --- |
| Fort Wayne Komets       | 82 | 52 | 22 | 0 | 8   | 345 | 263 | 112 |
| Milwaukee Admirals      | 82 | 48 | 28 | 1 | 5   | 368 | 306 | 102 |
| Peoria Rivermen         | 82 | 46 | 31 | 0 | 5   | 338 | 297 | 97  |
| Salt Lake Golden Eagles | 82 | 44 | 36 | 0 | 2   | 340 | 325 | 90  |
| Indianapolis Checkers   | 82 | 41 | 35 | 1 | 5   | 296 | 303 | 88  |

## Turner-Cup-Playoffs
| Turner-Cup-Viertelfinale | Turner-Cup-Viertelfinale | Turner-Cup-Viertelfinale |    |                      | Turner-Cup-Halbfinale | Turner-Cup-Halbfinale | Turner-Cup-Halbfinale |  |  | Turner-Cup-Finale | Turner-Cup-Finale | Turner-Cup-Finale |
|                          |                          |                          |    |                      |                       |                       |                       |  |  |                   |                   |                   |
| W1                       | Fort Wayne Komets        | 4                        |    |                      |                       |                       |                       |  |  |                   |                   |                   |
| W4                       | Salt Lake Golden Eagles  | 1                        |    |                      |                       |                       |                       |  |  |                   |                   |                   |
| W4                       | Salt Lake Golden Eagles  | 1                        | W1 | Fort Wayne Komets    | 4                     |                       |                       |  |  |                   |                   |                   |
|                          |                          |                          | W1 | Fort Wayne Komets    | 4                     |                       |                       |  |  |                   |                   |                   |
|                          | W3                       | Peoria Rivermen          | 2  |                      |                       |                       |                       |  |  |                   |                   |                   |
| W2                       | W3                       | Peoria Rivermen          | 2  | Milwaukee Admirals   | 1                     |                       |                       |  |  |                   |                   |                   |
| W2                       |                          |                          |    | Milwaukee Admirals   | 1                     |                       |                       |  |  |                   |                   |                   |
| W3                       | Peoria Rivermen          | 4                        |    |                      |                       |                       |                       |  |  |                   |                   |                   |
| W3                       | Peoria Rivermen          | 4                        | W1 | Fort Wayne Komets    | 0                     |                       |                       |  |  |                   |                   |                   |
|                          |                          |                          |    | Fort Wayne Komets    | 0                     |                       |                       |  |  |                   |                   |                   |
|                          | E1                       | Muskegon Lumberjacks     | 4  |                      |                       |                       |                       |  |  |                   |                   |                   |
| E1                       | E1                       | Muskegon Lumberjacks     | 4  | Muskegon Lumberjacks | 4                     |                       |                       |  |  |                   |                   |                   |
| E1                       |                          |                          |    | Muskegon Lumberjacks | 4                     |                       |                       |  |  |                   |                   |                   |
| E4                       | Indianapolis Checkers    | 1                        |    |                      |                       |                       |                       |  |  |                   |                   |                   |
| E4                       | Indianapolis Checkers    | 1                        | E1 | Muskegon Lumberjacks | 4                     |                       |                       |  |  |                   |                   |                   |
|                          |                          |                          | E1 | Muskegon Lumberjacks | 4                     |                       |                       |  |  |                   |                   |                   |
|                          | E3                       | Saginaw Generals         | 1  |                      |                       |                       |                       |  |  |                   |                   |                   |
| E2                       | E3                       | Saginaw Generals         | 1  | Kalamazoo Wings      | 2                     |                       |                       |  |  |                   |                   |                   |
| E2                       |                          |                          |    | Kalamazoo Wings      | 2                     |                       |                       |  |  |                   |                   |                   |
| E3                       | Saginaw Generals         | 4                        |    |                      |                       |                       |                       |  |  |                   |                   |                   |

## Vergebene Trophäen

### Mannschaftstrophäen
| Auszeichnung                                          | Team                 |
| ----------------------------------------------------- | -------------------- |
| Turner Cup Gewinner der IHL-Playoffs                  | Muskegon Lumberjacks |
| Fred A. Huber Trophy Bestes Team der regulären Saison | Fort Wayne Komets    |

### Individuelle Trophäen
| Auszeichnung                                                       | Spieler        | Team                    |
| ------------------------------------------------------------------ | -------------- | ----------------------- |
| James Gatschene Memorial Trophy MVP der regulären Saison           | Darrell May    | Peoria Rivermen         |
| Leo P. Lamoureux Memorial Trophy Bester Scorer                     | Scott MacLeod  | Salt Lake Golden Eagles |
| Governor’s Trophy Bester Verteidiger                               | Jim Burton     | Fort Wayne Komets       |
| James Norris Memorial Trophy Torhüter mit den wenigsten Gegentoren | Pokey Reddick  | Fort Wayne Komets       |
| James Norris Memorial Trophy Torhüter mit den wenigsten Gegentoren | Rick St. Croix | Fort Wayne Komets       |
| Garry F. Longman Memorial Trophy Bester Rookie                     | Guy Benoit     | Toledo Goaldiggers      |
| Ken McKenzie Trophy Bester US-amerikanischer Rookie                | Brian Noonan   | Saginaw Generals        |
| Commissioner’s Trophy Bester Trainer                               | Rob Laird      | Fort Wayne Komets       |